# Darlan (football)
Pour les articles homonymes, voir Darlan.
Darlan Pereira Mendes (né le 16 avril 1998), plus connu simplement sous le nom de Darlan, est un footballeur brésilien qui évolue au poste de milieu de terrain pour le club chinois de Wuhan Three Towns.

## Biographie

### En club
Darlan signe en faveur de l'académie de Grêmio à l'âge de 12 ans. Darlan réalise ses débuts en faveur de l'équipe fanion le 9 mars 2019, à l'occasion d'une victoire 3-0 contre São José-PA dans le Campeonato Gaúcho.
Le 25 juillet 2023, Darlan signe à l'étranger un contrat de trois ans avec le Levski Sofia.
Le 20 février 2024, le Levski annonce le transfert de Darlan dans le club du championnat chinois des Wuhan Three Towns.

## Palmarès

### En club

#### Grêmio
- Recopa Sudamericana : 2018
- Campeonato Gaúcho : 2018, 2019, 2020, 2021, 2023
- Recopa Gaúcha : 2023